# Skottlands runinskrifter 14
Sc 14 är en vikingatida ( 1000-t) gravhäll från Iona. Tidigare signum: Br Sc14.
Orkneyinga saga nämner Rögnvald Kali Kolsson (död 1158), hans farfar Kali Sæbjarnarson (död efter  1098), hans nära anhörig Olvir Rosta samt hans avlägsen släkting Fogl son av Ljotolfr. Om deras namn fördes i familjen från farfar till sonson, då är det inte omöjligt att familjebandet finns mellan dem och Kali och Fugl, söner av Ölvir. Stenen stilistiskt och språkligt dateras till 950 - början på 1000-talet.

## Inskriften
Translitterering av runraden:
× kali × ouluis × sunr × laþi × stan × þinsi × ubir × fukl × bruþur ...
Normalisering till runsvenska:
Kali, Ôlvis sonr, lagði stein þenna yfir Fugl, bróður ...
Översättning till nusvenska:
Kali, son till Ölvir, lade denna sten över sin bror Fugl.